# Casa dels masovers de Cal Ventosa
La Casa dels masovers de Cal Ventosa és una obra de Banyeres del Penedès (Baix Penedès) inclosa a l'Inventari del Patrimoni Arquitectònic de Catalunya.

## Descripció
La casa situada al costat esquerre de Cal Ventosa, és ocupada per dos masovers, o sigui, conté dos habitatges. Tot l'edifici presenta la planta baixa arrebossada i emblanquinada, mentre que la resta és fet de paredat i decorat amb maó. La casa presenta tres plantes separades per cornises. Ambdós habitatges presenten una analogia pel que fa a les obertures. Les cobertes són a dues vessants.

## Història
Sembla que fou construït a principis de segle junt amb la casa dels amos.